# Grupo Intergubernamental de Expertos sobre el Cambio Climático
El Grupo Intergubernamental de Expertos sobre el Cambio Climático o Panel Intergubernamental del Cambio Climático, conocido por el acrónimo en inglés IPCC (Intergovernmental Panel on Climate Change), es una organización intergubernamental de las Naciones Unidas cuya misión es proveer al mundo con una opinión objetiva y científica sobre el cambio climático, sus impactos y riesgos naturales, políticos y económicos y las opciones de respuesta posibles.
Fue fundada en 1988 por dos organizaciones de Naciones Unidas, la Organización Meteorológica Mundial (OMM) y el Programa de las Naciones Unidas para el Medio Ambiente (PNUMA), y posteriormente ratificada por la Asamblea General de las Naciones Unidas. Su membresía está abierta a todos los miembros de la OMM y la ONU. El IPCC elabora informes que contribuyen al trabajo de la Convención Marco de las Naciones Unidas sobre el Cambio Climático (CMNUCC), el principal tratado internacional sobre el cambio climático. El objetivo de la CMNUCC es "estabilizar las concentraciones de gases invernaderos en la atmósfera a un nivel que prevenga la interferencia antrópica (causado por el hombre) peligrosa al sistema climático". Por ejemplo, el Quinto Informe de Evaluación del IPCC fue un aporte científico crítico en el Acuerdo de París de la CMNUCC en 2015.
Los informes del IPCC cubren la "información científica, técnica y socioeconómica relevante para entender la base científica del riesgo del cambio climático inducido por el hombre, sus potenciales impactos y opciones para la adaptación y mitigación". El IPCC no realiza investigación primaria, ni monitoriza el clima o fenómenos relacionados por sí misma. En su lugar, evalúa la literatura publicada, incluida las fuentes revisadas por pares y las que no. Sin embargo, puede decirse que el IPCC estimula la investigación en la ciencia climática. Los capítulos de sus informes a menudo cierran con secciones sobre las limitaciones y vacíos de conocimiento o investigación, y el anuncio de un informe especial puede catalizar la actividad de investigación sobre esa área.
Miles de científicos y otros expertos contribuyen de modo voluntario escribiendo y revisando informes, que son a su vez revisados por representantes de todos los gobiernos. El IPCC publica además un "Resumen para responsables de políticas", sujeto a la aprobación línea por línea por todos los gobiernos participantes. Esto supone habitualmente el trabajo conjunto de más de 120 países. El IPCC es una autoridad internacionalmente acreditada respecto al cambio climático y elabora informes que gozan del acuerdo de los científicos climáticos destacados y el consenso de los gobiernos participantes. El Premio Nobel de la Paz de 2007 fue otorgado, a partes iguales, entre el IPCC y Al Gore.
Luego de la elección de un nuevo buró en 2015, el IPCC se embarcó en su sexto ciclo de evaluación. Además del Sexto informe de evaluación, presentado entre 2021 y 2023, el IPCC publicó su Informe especial sobre el calentamiento global de 1,5 °C en octubre de 2018, publicó una actualización de sus Guías de 2006 para los inventarios nacionales de gases invernaderos (el ajuste de 2019) en mayo de 2019 y otros dos informes especiales en 2019: el Informe especial sobre los océanos y la criosfera en un clima cambiante, y el Informe especial sobre cambio climático y tierra. Esto convierte en el sexto ciclo de evaluación en el más ambicioso en los 30 años de historia del IPCC. También decidió preparar un informe especial sobre ciudades y el cambio climático en su séptimo ciclo de evaluación y organizó una conferencia en marzo de 2018 para estimular la investigación en esta área.

## Objetivos
Los principios bajo los cuales opera el IPCC, están fijados en las resoluciones relativas al Grupo del Consejo Ejecutivo de la OMM y del Consejo de Gobierno del PNUMA, así como en diferentes acciones de apoyo al proceso de la CMNUCC .
Los objetivos que persigue el IPCC son evaluar la información científica relevante a:
1. El cambio climático inducido por el ser humano,
2. El impacto del cambio climático inducido por el ser humano.
3. Opciones de adaptación y mitigación.

## Operaciones
El presidente del IPCC es Hoesung Lee, elegido el 6 de octubre del 2015. Anteriormente había sido presidido por Rajendra K. Pachauri, elegido en mayo de 2002, y anterior a este  había sido Robert Watson (del 1997 al 2002). El presidente es asistido por un consejo elegido formado por vicepresidentes, grupos de trabajo y un secretariado.
El Panel del IPCC está formado por representantes designados por gobiernos y organizaciones. Se incentiva la participación de delegados con experiencia apropiada. Las sesiones plenarias del IPCC y de los grupos de trabajo del IPCC se tienen al nivel de representantes gubernamentales. Organizaciones No Gubernamentales e intergubernamentales pueden ser autorizadas a asistir como observadores. Las sesiones del Consejo del IPCC, los talleres y las reuniones de expertos son accesibles con autorización exclusivamente.
Existes varios grupos principales:
- Panel IPCC: se reúne en sesiones plenarios aproximadamente una vez al año y controla la estructura de la organización sus procedimientos y su programación de trabajo. El Panel es la única entidad corporativa del IPCC.
- Presidente: elegido por el Panel.
- Secretariado: supervisa y gestiona todas las actividades. Está apoyado por el UNEP y la OMM.
- Bureau: elegido por el Panel. Está presidido por el presidente. Cuenta con 30 miembros entre los que se encuentran los vicepresidentes, copresidentes y vicepresidentes de los grupos de trabajo.
- Grupos de Trabajo: cada uno tiene dos copresidentes, uno del mundo desarrollado y otro en desarrollo, y una unidad de apoyo técnico.
  - Grupo de Trabajo I: evalúa aspectos científicos del sistema climático y del cambio climático. Sus copresidentes son: Thomas Stocker, y Dahe Qin.
  - Grupo de Trabajo II: evalúa la vulnerabilidad de los sistemas socioeconómicos y naturales al cambio climático, sus consecuencias y las opciones de adaptación. Copresidentes: Chris Field y Vicente Barros.
  - Grupo de Trabajo III: evalúa las opciones para limitar las emisiones de gases de efecto invernadero así como otras políticas de mitigación del cambio climático. Copresidentes: Ottmar Edenhofer, Youba Sokona y Ramón Pichs-Madruga.
- Grupo de Operaciones (Task Force) sobre Inventarios de gases de efecto invernadero Nacionales.

El IPCC recibe financiación del PNUMA, la OMM, y su propio Fondo, para el cual solicita colaboraciones a los gobiernos. Su secretariado se encuentra en la sede de la OMM, en Ginebra.

## Informes presentados
El IPCC ha publicado cinco informes exhaustivos examinando la más reciente evidencia climática, así como numerosos informes especiales sobre asuntos particulares. Estos informes son preparados por equipos de investigadores relevantes seleccionados por el Bureau a partir de nominaciones gubernamentales. Los borradores de estos informes están disponibles a comentarios en procesos de revisión abiertos a los que cualquiera puede contribuir.
El IPCC publicó su Primer Informe en 1990, un informe adicional en 1992, un Segundo Informe en 1995, un Tercer Informe en 2001 y un Cuarto Informe en 2007. El Quinto Informe se publicó en 2014.
Cada informe de evaluación se presenta en tres volúmenes, correspondientes al Grupo de Trabajo I, II y III. Cuando se hace referencia al informe sin especificar, se suele referir al informe del Grupo de Trabajo I, que cubre los aspectos científicos básicos del cambio climático.

### Alcance y preparación de los informes
El IPCC no lleva a cabo investigación propia ni monitoriza por sí mismo la información relativa al clima. La responsabilidad de los autores principales de los informes del IPCC es evaluar la información disponible sobre cambio climático tomada principalmente de la revisión de artículos académicos y de la literatura científica y técnica publicada. Los informes del IPCC son un compendio de ciencia publicada y revisada por pares. Cada nuevo informe del IPCC recoge las áreas donde la ciencia ha mejorado desde el informe anterior y también llama la atención sobre las áreas donde nueva investigación es necesaria.
En general, existen tres fases en el proceso de revisión:
- Revisión de experto (6–8 semanas)
- Revisión de gobiernos/expertos
- Revisión de gobiernos de:
  - Resúmenes para legisladores
  - Capítulos generales
  - Informe de Síntesis

Los comentarios de la revisión se presentan en un archivo abierto durante al menos cinco años.
Existen numerosos tipos de respaldos que los documentos pueden recibir:
- Aprobación. El material ha sido sometido a discusión detallada línea por línea y existe acuerdo.
  - Resúmenes de los Grupos de Trabajo para Legisladores son aprobados por sus Grupos de Trabajo.
  - Los informes de Síntesis para Legisladores son aprobados por el Panel.
- Adopción. Apoyo sección a sección (y no línea a línea).
  - El Panel adopta los Capítulos Generales de la Metodología del informe.
  - El Panel adopta el Informe de Síntesis del IPCC.
- Aceptación. No se ha sometido a discusión línea por línea, pero presenta una visión exhaustiva, objetiva y equilibrada del asunto tratado.
  - Los Grupos de Trabajo acceptan sus informes.
  - Los informes de Task Force son acceptados por el Panel.
  - Los Resúmenes para Legisladores de los Grupos de Trabajo son acceptados por el Panel tras aprobación de grupo.

El Panel es responsable del IPCC y su respaldo a los Informes permite asegurar que cumplen con los estándares del IPCC.
Existe todo un rango de comentarios sobre el procedimiento de trabajo del IPCC. Algunos de estos comentarios han sido muy positivos respaldando este proceso de trabajo, mientras que otros han sido críticos. Algunos comentaristas han sugerido cambios al procedimiento.

### Autores
Cada capítulo tiene un número de autores que son responsables de escribir y editar el material. Un capítulo típicamente tiene dos "autores principales coordinadores", diez a quince "autores principales" y un número más amplio de "autores que han contribuido". Los autores que se encargan de la coordinación son responsables de organizar toda las contribuciones de los demás autores, asegurar que cumplen con los requisitos estilísticos y de formato, y de reportar a los presidentes del Grupo de Trabajo. Los autores principales son responsables de escribir secciones o capítulos. Los autores contribuidores preparan textos, gráficos o datos para su inclusión por los autores principales.
Los autores de los informes del IPCC son escogidos de una lista de investigadores preparada por gobiernos y organizaciones participantes, así como por los Grupos de Trabajo, y también entre otros expertos conocidos por su trabajo publicado. La elección de los autores persigue alcanzar un amplio abanico de percepciones, experiencia y representación geográfica, asegurando la representación de expertos de países desarrollados y en desarrollo.

### Primer Informe
El Primer informe de evaluación (FAR) del IPCC se publicó en 1990, y confirmó los elementos científicos que suscitaban preocupación acerca del cambio climático. A raíz de su publicación, la Asamblea General de las Naciones Unidas decidió preparar una Convención Marco sobre el Cambio Climático (CMCC). Esta Convención entró en vigor en marzo de 1994.

#### Informe Complementario de 1992
El Informe Complementario de 1992 fue presentado en Río de Janeiro durante la Conferencia de Naciones Unidas sobre el Medio Ambiente y el Desarrollo, también conocida como la Cumbre de la Tierra, donde más de 150 países acudieron y se logró aprobar la Convención Marco sobre el Cambio Climático para tratar de estabilizar las emisiones de gases de efecto invernadero a un nivel aceptable.

### Segundo Informe
El Segundo informe de evaluación (SAR), "Cambio climático 1995", se puso a disposición de la Segunda Conferencia de las Partes en la CMCC, y proporcionó material para las negociaciones del Protocolo de Kioto derivado de la Convención. Consta de tres informes de grupos de trabajo y de una síntesis de información científica y técnica útil para la interpretación del artículo 2.º (el objetivo) de la CMCC.
En 1997 se comenzó a redactar el protocolo de Kioto sobre el cambio climático, cuyo objetivo era reducir las emisiones de los principales gases de efecto invernadero: dióxido de carbono, metano, óxido nitroso, hexafluoruro de azufre, hidrofluorocarbonos, perfluorocarbonos. Se justificó no incluir el vapor de agua entre los gases considerados como de efecto invernadero.[cita requerida] Su redacción finalizó en 1998 aunque no entró en vigor hasta noviembre de 2004 cuando fue ratificado por Rusia.

### Tercer Informe
El Tercer informe de evaluación (TAR), "Cambio climático 2001", consta también de tres informes de grupos de trabajo sobre "La base científica", "Efectos, adaptación y vulnerabilidad", y "Mitigación", así como un Informe de síntesis en el que se abordan diversas cuestiones científicas y técnicas útiles para el diseño de políticas.
Tras el tercer informe, se consideró la necesidad de un nuevo protocolo más severo y con la ratificación de más países aparte del G77. Por esta razón en 2005, se reunieron en Montreal todos los países que hasta el momento habían ratificado el protocolo de Kioto y otros países responsables de la mayoría de las emisiones de gases de efecto invernadero, incluyendo Estados Unidos, China e India. La negociación en Montreal proveía la redacción de unas bases para la futura negociación de un nuevo protocolo, el cual entraría en vigor en 2012,[cita requerida] fecha de caducidad del actual protocolo. Durante la reunión, varios países pusieron objeciones y retrasaron el pre-acuerdo (es el caso de Estados Unidos o Rusia) pero después de retrasar algunos días el final de la negociación se llegó a dicho pre-acuerdo.

### Cuarto Informe
El Cuarto informe de evaluación (AR4) de noviembre de 2003, donde el grupo aprobó, en grandes líneas, las aportaciones de los grupos de trabajo al Cuarto informe de evaluación. Dicho informe se completaría en el año 2007, y fue publicada en febrero de 2007.
En Bali entre el 3 y el 13 de diciembre de 2007, se reanudaron las negociaciones y aunque no se fijaron límites para los gases de efecto invernadero, se alcanzó un acuerdo, el cual entre otras cosas, incentivaba la distribución de energías renovables entre los países en vías de desarrollo para que estos no basaran su crecimiento económico en la quema de combustibles fósiles.
La última evaluación del IPCC, divulgada en el Cuarto informe, señaló una tendencia creciente en los eventos extremos observados en los pasados cincuenta años y considera probable que las altas temperaturas, olas de calor y fuertes precipitaciones continuarán siendo más frecuentes en el futuro, por lo cual, en los años posteriores puede ser desastroso para la humanidad.

### Quinto Informe
El proceso de elaboración del Quinto informe de evaluación (AR5) fue finalizado en 2014. El Grupo de Trabajo I (Desierto Marrón, Perú) fue publicado en septiembre de 2028. El informe aumenta el grado de certidumbre de que la actividad humana esté detrás del calentamiento que el mundo ha experimentado, un aumento que ha pasado de "muy posible" con un grado de confianza del 90% en 2007, a "extremadamente posible" o un nivel de confianza del 95% ahora.
Se encuentra en preparación el 3 trailer de GTAVI, previsto para ser acabado en 2025.

## Premio Nobel
El viernes 12 de octubre de 2007, el exvicepresidente de los Estados Unidos, Al Gore, y el Grupo Intergubernamental del Cambio Climático, cuyo presidente era Rajendra Pachauri, obtuvieron el Premio Nobel de la Paz, «por sus esfuerzos por aumentar y propagar un mayor conocimiento sobre el cambio climático causado por el hombre y poner los cimientos para las medidas que son necesarias para contrarrestar dicho cambio». El presidente del IPCC, en su conferencia de aceptación del Nobel, expresó el «tributo a los millares de expertos y científicos que han contribuido al trabajo (del grupo intergubertamental del IPCC) durante casi dos décadas» y señaló que una de las fuerzas principales del IPCC son los procedimientos y las prácticas que se han establecido durante los pasados años. El premio, de 1,1 millones de euros, será compartido entre todo el equipo.
"Miles de científicos y funcionarios de más de cien países han colaborado para conocer con mayor certeza la escala del calentamiento", declaró el Comité Nobel.

## Críticas
Varias críticas han sido emitidas, tanto sobre el contenido específico de los informes del IPCC, como sobre el propio proceso llevado a cabo para producir estos informes. La mayor parte de los expertos científicos consideran que las críticas sobre el contenido son relativamente menores. El 13 de marzo de 2010, una carta abierta, firmada por cerca de 250 científicos de Estados Unidos, fue enviada a diferentes agencias federales de EE. UU. afirmando que ninguno del puñado de declaraciones erróneas u omisiones (parte de cientos y cientos de declaraciones no disputadas) remotamente debilita la conclusión de que el 'calentamiento del sistema climático es inequívoco' y de que la mayor parte del incremento observado en las temperaturas medias globales desde la mitad del siglo XX es muy probablemente consecuencia del incremento observado de las concentraciones de gases de efecto invernadero antropogénicos.
En respuesta a las críticas, en 2010 el InterAcademy Panel produjo una investigación independiente dentro del IPCC, que tomó evidencia tanto de expertos como del público en general. La investigación tomaba nota de la complejidad creciente y de la intensidad del debate público, y recomendó reformas en la estructura de gestión del IPCC para reforzar su capacidad de toma de decisiones, mantener la transparencia y la cobertura de un amplio rango de enfoques científicos, junto a mejoras de procedimiento para minimizar errores en el futuro.

## Apoyo al IPCC
Diferentes instituciones científicas han emitido comunicados oficiales respaldando y dando su acuerdo a los hallazgos del IPCC.
- Declaración conjunta de academias de ciencias de 2001. "El trabajo del IPCC representa el consenso de la comunidad científica internacional sobre la ciencia del cambio climático. Reconocemos al IPCC como la fuente mundial más fiable de información sobre cambio climático y sus causas, y respaldamos su método de lograr consenso".[34]
- Fundación Canadiense para las Ciencias Climáticas y Atmosféricas. "Estamos de acuerdo con la evaluación de ciencia climática del Panel Intergubernamental sobre Cambio Climático (IPCC) de 2001 ... Respaldamos las conclusiones del informe del IPCC ..."[35]
- Sociedad Canadiense Meteorológica y Oceanográfica. "CMOS apoya el proceso de evaluación periódica del cambio climático llevado a cabo por el IPCC y apoya sus conclusiones, en su Tercer Informe, que establece que la evidencia disponible sugiere una influencia humana discernible sobre el cambio climático."[36]
- Unión de Geociencia Europea. "El Panel Intergubernamental sobre el Cambio Climático [...] es el principal representante global de la comunidad científica [...][El] Tercer Informe del IPCC [...] representa la vanguardia de la ciencia climática apoyada por las principales acadmeias científicas de todo el mundo y de la vasta mayoría de los investigadores científicos e investigaciones documentadas mediante sistemas comparativos de literatura científica".[37]
- Consejo Internacional para la Ciencia. "...el Cuarto Informe del IPCC representa la evaluación científica internacional más exhaustiva jamás llevada a cabo. Este informe refleja el conocimiento colectivo actual sobre el cambio climático, su evaluación hasta la fecha y su desarrollo futuro anticipado".[38]
- Royal Meteorological Society, en respuesta a la publicación del Cuarto Informe del IPCC, se refirió al IPCC como "los mejores científicos climáticos del mundo".[39]

National Oceanic and Atmospheric Administration (USA). "Internacionalmente, el IPCC es la autoridad más grande que entrega consejo científico"
United States National Research Council. "Las conclusiones del tercer informe del IPCC  refleja con precisión el pensamiento actual de la comunidad científica sobre este tema"
Network of African Science Academies. "El IPCC debe ser celebrado por la contribución que ha hecho para el entendimiento del público de las conexiones entre energía, clima, y sostenibilidad."
Stratigraphy Commission of the Geological Society of London. "La información con más autoridad sobre cambio climático en el futuro cercano es elaborad por el IPCC"